# ゲディミナス朝

ゲディミナス朝の紋章

ゲディミナス朝（リトアニア語:Gediminaičių dinastijaゲディミナイチュー・ディナスティヤ）はリトアニア大公国を支配した王朝の名前。中興の祖・ゲディミナスの名に由来する。

## 歴史

### ミンダウガス死後の混乱
1263年に大公国の王であったミンダウガスが暗殺されると、リトアニアは再び分裂状態となる。その後、リトアニアでは複数の君主が乱立していたことが、資料で確認される。これ等の君主の互いの血縁関係は不明である。そして、ブティゲイディスとブトヴィーダス兄弟の時に混乱が収まった。
ブトヴィーダスの子で、1295年に即位したヴィテニスは、国内の改革を行い、良く統治した。

### ゲディミナスの中興
1315年にヴィテニスは死に、弟のゲディミナスがその跡を継ぐが、そのゲディミナスの許でリトアニアは発展を遂げる。因みに、日本で書かれた書物には、ゲディミナスはミンダウガスの孫と記述されることがあるが、ミンダウガスとゲディミナスの家系は別である。
当時、バルト海沿岸は、キリスト教布教拡大を目指す（北方十字軍）、ドイツ騎士団の進出が目立った。プロイセン・ラトビア・エストニアを制圧したドイツ騎士団は、バルト海沿岸征服の総仕上げとして、リトアニアに矛先を向けた。リトアニアは、ヨーロッパで残された異教国家だったからだ。
ゲディミナスは、これを良く防ぎ、逆にドイツ騎士団領に進出したりさえした。西方ばかりではなく、東方にも軍を進め、分裂状態にあったルーシ諸侯を次々と併呑した。ルーシの地のうち、リトアニア大公国の支配下に置かれた西南部分が、今日のウクライナ、ベラルーシとなる。
内政面でも、狩猟の最中に夢見た、百頭の狼でうなる一頭の狼の夢の暗喩にしたがって、その地ヴィリニュスを首都と定めた。
ゲディミナスをはじめとする支配層は異教徒であったが、これは内外政策では寧ろ幸いすることになった。
支配下にあったルーシの宗教（正教会）の信仰を認め、キエフ・ルーシ以来の慣習法をそのまま取り入れ、ルーシ語を公用語として用いた。また、ヨーロッパ各地で迫害を受けていたユダヤ人を招き、商工業を発達させた。敵対関係にあったカトリック諸国の、ハンザ同盟やローマ教皇庁にも書簡を送り、交流を活発させた。
異教であったからこそ、全ての宗派に対して公平に統治できた。
これは、ゲディミナスの婚姻政策にも現れる。ゲディミナスには13人の子供がいたが、息子のアルギルダスはトヴェリ大公アレクサンドルの娘と結婚しているが、そのアレクサンドルの兄弟であるドミトリイはゲディミナスの娘（正教に改宗）と結婚している。この二重結婚に拠り、トヴェーリはリトアニアの強力な同盟国となる。トヴェーリの宿敵がモスクワだが、そのモスクワワ大公セミョーンにもゲディミナスは娘（これも正教に改宗）を嫁がせている。
また、ゲディミナスの別の娘であるアルドナはカトリックに改宗させた上で、ポーランドのカジミェシュ3世（大王）の許に嫁がせている。他方、ゲディミナスの別の息子であるナリマンタスは正教に改宗させた上でノヴゴロドの勤務公の地位に就かせている（ナリマンタス以後も、ゲディミナスの一族がノヴゴロドの勤務公として従事していたのが確認される）。
以後、ゲディミナスの系統がリトアニアの公位を独占するに至った。この王朝が、ゲディミナス朝といわれる由縁である。

### アルギルダス家とケーストゥティス家の争い
1341年にゲディミナスが没すると（暗殺説あり）、その7人の息子間で公国は分割された。このうち、ヴィリニュスを統治していたヤヴーヌティスが家督を継承したが、他の兄弟達に廃位され、義兄が治めるモスクワに亡命した。
結局、公国は、アルギルダスとその弟のケーストゥティスに拠って分割され、前者が東方を、後者が西方をそれぞれ担当することとなった。
東方を担当したアルギルダスは、南西ルーシに勢力を更に拡大しつつ、ハールィチ・ヴォルィーニ大公国を義兄のカジミェシュ３世と分け合い、ルーシの古都であったキエフを落とし、遂には黒海に至るまでになった。結果、リトアニアの領土は、嘗てのキエフ・ルーシとほぼ同じ位の大きさとなった。南西ルーシを制圧したアルギルダスは、北東ルーシをも自己の権力に抑えるべく、モスクワを包囲しているが、ドミトリイ・ドンスコイに阻まれている。
西方を担当したケーストゥティスは、ドイツ騎士団の猛攻を良く防ぎ、逆にリヴォニアに軍を進めている。
しかし、1377年にアルギルダスが死ぬと、一族間で骨肉の争いが勃発する。アルギルダスの息子であるヤガイラスが公位を継承するが、ケーストゥティスがこれを簒奪したからである。公位を奪われたヤガイラスは、仇敵であるドイツ騎士団に支援を求め、この支援の許で1382年にケーストゥティスを捕らえて殺すことで公位を取り戻すことに成功した。ところが、今度はケーストゥティスの子であるヴィータウタスがドイツ騎士団の許に亡命し、アルギルダス一門とケーストゥティス一門の間で血みどろの抗争が勃発する。
後に、ヤガイラスとヴィータウタスは和解するが、両家には溝が生じた。
他方、アルギルダス家も決して一枚岩ではなかった。1380年にモスクワ大公ドミトリイ・ドンスコイはクリコヴォの戦いでママイ率いるタタール軍を破っているが、ヤガイラスがタタールに加勢したのに対して、ヤガイラスの兄弟であるアンドリュスとドミトリユスがモスクワに加勢したことが『ザドンシナ』に記述されているからである。

### クレヴォの合同
その頃、ポーランドでは1370年にカジミェシュ3世が死ぬが、彼はアルドナとの間に男子を残さなかった。当時、ピャスト家には多くの分家の人間がいたが、カジミェシュ3世の姉の息子であるハンガリー王ラヨシュ1世がポーランド王として即位する。そのラヨシュも、ケーストゥティスが殺された1382年に死去する。ラヨシュには2人の娘がいて、長女のマーリアがハンガリーを相続し、次女のヤドウィガがポーランドを相続する。
当初、ヤドヴィガはハプスブルク家の婚約者がいたが、ドイツの影響力を嫌うポーランド貴族はヤガイラスにヤドヴィカと結婚する様求めた。リトアニア・ポーランドの両国にはドイツ騎士団を敵とするという共通の利害があったからだ。
ヤガイラスは、これを承諾し、1385年にクレヴォで条約が締結され、ヤガイラス以下全リトアニア人のカトリック改宗、ポーランド・リトアニア間の合同等が定められた（クレヴォの合同）。
ヤドヴィカと結婚したヤガイラスは、翌1386年にカトリックを受け入れ、名をヴワディスワフ2世・ヤギェウォと改め、ポーランドの王位に就いた。世に言う、ヤギェウォ朝の成立である。なお、ヤガイラスがポーランド王位に就いたことにより、空位になったリトアニア公の位は弟のスキルガイラが継承した。

### ヴィータウタスの覇道
しかし、カトリックが導入されたことに拠り、リトアニア支配下のルーシの正教徒達の間に不満が起こり、ヴィータウタスはこれを背景にしてヴワディスワフ2世に再び叛旗を翻す(リトアニアの内戦 (1389年-1392年))。ヴワディスワフ2世は、これを懐柔する方法を採り、ヴィータウタスにリトアニアの公位を授け、支配権を委ねた。ヴィータウタスは、それを受け入れて、スキルガイラを倒して、リトアニアの実質上の支配者となった。
リトアニアを完全に支配下に置いたヴィータウタスの目的は全ルーシの統合であった。スモレンスク公国を併合し、娘のソフィアをモスクワ大公ヴァシーリー1世（ドミトリイ・ドンスコイの子）に嫁がせ、黒海にまで勢力を拡大するが、1399年にティムールに敗北した。この敗北の結果、ヴィータウタスはヴワディスワフ2世との必要性を感じ、ヴワディスワフ2世の方もヤドヴィカを亡くしていたことに拠り、ヴィータウタスとの連携を必要としていた。1401年に両者の間でヴィルノ・ラドムの合同が締結され、ヴィータウタスはヴワディスワフ2世の宗主を認める上で、リトアニア大公の地位に就いた。ヴワディスワフ2世と完全に和解したヴィータウタスは、1410年のジャルギウスの戦いで宿敵ドイツ騎士団を完膚なきまでに叩きのめした。
ジャルギウスの戦いの後も、ヴィータウタスの勢いは止まらなかった。1425年にヴァシーリー1世が死に、その息子のヴァシーリー2世がモスクワ大公位に就くが、ヴィータウタスはその外祖父として権威を振るった。ヴィータタスの目は東方だけではなく西方にも向けられた。1419年にフス戦争が勃発すると、ヴィータウタスはフス派を支持し、彼等の王としてジーギマンタス・カリブタイティス（ヴワディスワフ2世の弟であるカリブタスの子）を派遣した。クライマックスは、1429年のルツク会議の開催であった。ヴィータウタスは、この会議の主催者であり、ルーシ諸侯、ポーランド王ヴワディスワフ2世、神聖ローマ皇帝ジギスムントといった君主、ローマ教皇マルティヌス5世、東ローマ皇帝ヨハネス8世パレオロゴス、デンマーク王エーリク7世、ドイツ騎士団の各使節を盛大に歓待して力を見せ付けた。ヴィータウタスはリトアニアを完全に独立させることだったといわれている。しかし、それが果たせないまま、翌1430年に死去した。

### ポスト・ヴィータウタス時代
ヴィータウタスの後は、ヴワディスワフ2世の弟であるシュヴィトリガイラが継いだ。シュヴィトリガイラもヴィータウタスの政策を継承し、リトアニアを独立させようとするが、それが理由で1432年に廃位される。その後を、ヴァイータウタスの弟であるジーギマンタスが継ぐが、今度は逆に親ポーランド政策を採ったため、リトアニア＝ルーシ貴族の反発を買い、1440年に殺される。
結局は、ヴワディスワフ2世の息子であるカジミェラスが大公位に就き、1572年にジーギマンタス・アウグスタスの死去に拠り断絶するまで（女系を通じては、ヴァーサ家のヨナス・カジミェラスが1668年に退位するまで）、専らこの一族がリトアニア大公の地位を独占した。
ただし、断絶したのはヤガイラスの系統のみで、ゲディミナス朝の血脈自体は絶えてはいない。現に、ヴァーサ朝断絶後にポーランド王になったミカイラスはカリブタスの子孫である。それ以外にも、ゲディミナス朝の末裔達は、ポーランド・ロシアの貴族層として活躍した。特に、ロシアでは、リューリク一門、ジョチ一門と共に宮廷貴族の中枢を担った。

## 歴代君主
- ブトヴィーダス（在位:1289年-1295年）
- ヴィテニス（在位:1295年-1315年）
- ゲディミナス（在位:1315年-1341年）
- ヤヴーヌティス（在位:1341年-1345年）
- アルギルダス（在位:1345年-1377年）
- ケーストゥティス（在位:1377年-1382年）
- ヨガイラ（在位:1377年-1386年）
- スキルガイラ（在位:1386年-1392年）
- ヴィータウタス（在位:1392年-1430年）
- シュヴィトリガイラ（在位:1430年-1432年）
- ジーギマンタス1世（在位:1432年-1440年）
- カジミェラス（在位:1440年-1492年）
- アレクサンドラス（在位:1492年-1506年）
- ジーギマンタス2世（在位:1506年-1548年）
- ジーギマンタス3世（在位:1548年-1572年）